# Рут Барі
Рут Барі (17 листопада 1917 — 25 серпня 2005) — американська математикиня, відома завдяки своїм роботам в галузі теорії графів і гомоморфізмів. Дочка польсько-єврейських емігрантів. Від 1966 року була професором в Університеті Джона Вашингтона.
Рут виросла в Брукліні і закінчила Бруклінський коледж 1949 року зі ступенем бакалавра з математики. Далі навчалася в Університеті Джонса Гопкінса, здобула ступінь магістра 1943 року, вступивши спочатку до докторантури. 1966 року захистила кандидатську дисертацію за темою «Абсолютна звідність карт з не більше ніж 19 ділянками». Задачу про звидимість карт 1913 року поставив Дж. Д. Біркгоф, науковий керівник її керівника, Д. К. Льюїса.
Виховала трьох дочок: екологічну активістку Джуді Барі, наукового репортера Джину Колату і Марту Барі — історикиню мистецтв.